# 安蒂·图伊斯库
安蒂·塔帕尼·图伊斯库（芬蘭語：Antti Tapani Tuisku，1984年2月27日—），芬兰流行乐歌手。2003年他在芬兰才艺选秀电视比赛（Idols）中获得第三名。在他的歌唱生涯中，图伊斯库唱片在芬兰的销售量达到300,000。
2016年图伊斯库在芬兰音乐埃玛奖中的2015年度最佳男艺人奖项。2016年他的专辑《无可奉告》（En kommentoi）获得了年度唱片和年度最佳流行乐专辑奖项。